# Iwan Iwanow (Kugelstoßer)
Iwan Iwanow (russisch Иван Иванов, engl. Transkription Ivan Ivanov; * 3. Januar 1992 in Üschtöbe) ist ein kasachischer Kugelstoßer und Diskuswerfer. Mit 20,95 m ist er Inhaber des ksaschischen Landesrekords im Kugelstoßen.

## Karriere
Erste internationale Erfahrungen sammelte Iwan Iwanow bei den Jugendweltmeisterschaften 2009 in Brixen, bei denen er sowohl im Kugelstoßen, als auch im Diskuswurf in der Qualifikation ausschied. Im Jahr belegte er bei den Juniorenasienmeisterschaften in Hanoi die Ränge fünf und sechs. Zwei Jahre darauf nahm er an den Hallenasienmeisterschaften in Hangzhou teil und wurde mit 17,74 m im Kugelstoßen Siebter. 2013 belegte er mit 18,34 m den siebten Platz bei den Asienmeisterschaften in Pune, wie auch bei den Asienmeisterschaften in Wuhan zwei Jahre später mit 17,78 m. 2016 qualifizierte er sich für die Olympischen Spiele in Rio de Janeiro, bei denen er mit 17,38 m in der Qualifikation ausschied.
2017 gewann er mit 19,41 m die Bronzemedaille bei den Asienmeisterschaften in Bhubaneswar hinter dem Iraner Ali Samari und Tejinder Pal Singh aus Indien. Anschließend schied er bei der Sommer-Universiade in Taipeh mit 17,22 m in der Qualifikation aus. Anfang September siegte er bei den Asian Indoor & Martial Arts Games in Aşgabat mit 1960 m. 2018 belegte er Platz fünf bei den Hallenasienmeisterschaften in Teheran mit 18,31 m und gewann bei den Asienspielen Ende August in Jakarta mit 19,40 m die Bronzemedaille hinter Singh und dem Chinesen Liu Yang. Im Jahr darauf gewann er bei den Asienmeisterschaften in Doha mit 19,09 m erneut die Bronzemedaille, diesmal hinter dem Inder Singh und dem Chinesen Wu Jiaxing. Zudem qualifizierte er sich auch für die Weltmeisterschaften ebendort im Oktober, bei denen er aber mit 19,73 m in der Qualifikation ausschied. 2023 gelangte er bei den Hallenasienmeisterschaften im heimischen Astana mit 18,10 m auf den vierten Platz. Im Juli gewann er dann bei den Freiluftmeisterschaften in Bangkok mit 19,87 m die Bronzemedaille hinter dem Inder Tajinderpal Singh Toor und Mehdi Saberi. Anschließend gelangte er bei den Asienspielen in Hangzhou mit 18,68 m auf Rang sieben. Im Jahr darauf sicherte er sich bei den Hallenasienmeisterschaften in Teheran mit 19,08 m die Silbermedaille hinter dem Inder Tejinder Pal Singh und 2025 wurde er bei den Asienmeisterschaften in Gumi mit 17,92 m Elfter.
In den Jahren von 2011 bis 2013 und von 2015 bis 2017 sowie 2019 und von 2021 bis 2024 wurde Iwanow kasachischer Meister im Kugelstoßen im Freien sowie 2012, 2015, 2016 und 2018 sowie 2021, von 2023 bis 2025 in der Halle. Zudem sicherte er sich 2013 auch den Titel im Diskuswurf.

## Persönliche Bestleistungen
- Kugelstoßen 20,95 m, 26. Juli 2019 in Almaty (kasachischer Rekord)
- Diskuswurf: 53,05 m, 25. Mai 2019 in Almaty